# Operation Swordfish
Operation Swordfish è un videogioco sparatutto pubblicato nel 1985 per Commodore 64 dall'azienda britannica British Software. È ambientato nel teatro del Mediterraneo della seconda guerra mondiale nel 1942 e dà al giocatore il controllo degli armamenti di un imprecisato sottomarino dell'Asse contro convogli navali di invasori, protetti da aerosiluranti Fairey Swordfish (da cui il titolo).
Nel Regno Unito l'uscita del videogioco sfruttò la coincidenza con le celebrazioni per il quarantennale della fine della guerra. Era presentato come un "wargame", ma di fatto è sostanzialmente un gioco d'azione. Ha anche poca attinenza con i veri Swordfish, che non venivano usati per attacchi antisommergibile.
Oltre a Operation Swordfish, è noto che nella sua breve esistenza la British Software pubblicò soltanto il semisconosciuto Nemesis: Escape from Euboea per C64 e sviluppò due giochi per Commodore 16 editi da Mastertronic, The Exploits of Fingers Malone e Prospector Pete.

## Modalità di gioco
Il gioco si svolge con vista in prima persona fissa su un tratto di mare non lontano dalla costa. Il sottomarino è fermo e può soltanto immergersi a quota periscopio o emergere, a comando del giocatore, passando tra due diverse schermate di gioco. In entrambi i casi le navi nemiche attraversano lo schermo in orizzontale a varie distanze, sparando verso il giocatore, mentre gli aerosiluranti si avvicinano dallo sfondo e fanno sorvoli per lanciare il siluro o mitragliare. Tutti i nemici sono monocromatici neri.
Quando il sottomarino è emerso il giocatore controlla il cannoncino sul ponte e può sparare solo agli aerei. Può spostare il cannone a destra e sinistra lungo la base dello schermo e cambiare l'alzo della canna per sparare più in alto o più in basso, ma non c'è un mirino per aiutare il puntamento.
Quando il sottomarino è immerso la vista si restringe al cerchio del periscopio e il giocatore può attaccare solo le navi lanciando i siluri. Si spara utilizzando un mirino, ma bisogna tener conto della posizione relativa e della velocità delle navi. Tuttavia i siluri sparati non sono visibili mentre viaggiano, ciò rende più difficile regolarsi.
L'area informativa in basso non cambia tra le due schermate. Un indicatore numerico segnala i danni riportati, ma si possono subire anche colpi diretti letali. Si dispone di tre "cannonieri" che rappresentano le vite. Ci sono barre che indicano le quantità di munizioni per il cannone e per i siluri; entrambe si ricaricano gradualmente quando si sta nella schermata dove sono inutilizzate. Un'altra barra indica la riserva d'aria per quando si è immersi.
Si dispone di un portello che può essere chiuso e riaperto per proteggere il cannoniere. Quando chiuso minimizza il rischio di perdere un cannoniere per un colpo nemico diretto, ma nel frattempo la visione è completamente oscurata. Questo è l'unico sistema di difesa, altrimenti l'unica difesa è colpire per primi.
Quando si riesce a distruggere tutto un convoglio, prima di passare al successivo bisogna affrontare un sottomarino nemico. Lo si deve silurare alla cieca, ascoltando il suono variabile del sonar.

## Accoglienza
A suo tempo Operation Swordfish ricevette perlopiù critiche molto negative dalla stampa britannica. Era spesso considerato simile al precedente successo Beach Head, perlomeno nello stile, ma decisamente non alla sua altezza e noioso. Alcune riviste lo considerarono accettabile solo dal punto di vista grafico. Zzap!64 (voto 19%) riteneva che ci fossero molti giochi migliori a un quinto del prezzo.
Your 64 (1/5) notava come nel gioco fosse praticamente impossibile evitare il crescere dei danni.
Tuttavia ci furono anche Computer and Video Games che lo apprezzò (circa 8/10) e Tilt che lo giudicò una volta medio e una volta gradevole.